# Szeroki Potok (dopływ Jaworowego Potoku)
Szeroki Potok (słow. Široký potok, niem. Širokabach, Viviorabach) – główny ciek wodny Doliny Szerokiej w słowackich Tatrach Wysokich. Źródła potoku znajdują się w środkowych partiach tej doliny. Potok tworzą trzy źródła znajdujące się na wysokości ok. 1150 m n.p.m. zwane Wywierami, których małe strumyczki zlewają się w jeden większy strumień. Szeroki Potok płynie na północ w stronę dolnej części Doliny Jaworowej. W okolicach Jaworzyny Tatrzańskiej wpada do Jaworowego Potoku jako jego lewy dopływ. Szeroki Potok ma w obrębie Doliny Szerokiej dwa większe dopływy, są to: Pitoniakowa Woda i Niedźwiedzia Woda.
Polska, słowacka i niemiecka nazwa Szerokiego Potoku pochodzi od Doliny Szerokiej. Inna nazwa niemiecka Viviorabach pochodzi od źródeł potoku.

## Szlaki turystyczne
– szlak zielony z Jaworzyny Tatrzańskiej dnem Doliny Jaworowej i Doliny Zadniej Jaworowej na Lodową Przełęcz, skąd szlak wiedzie dalej do Doliny Pięciu Stawów Spiskich (szlak przecina Szeroki Potok powyżej Jaworzyny Tatrzańskiej).
- Czas przejścia do rozstaju dróg ze szlakiem niebieskim: 30 min w obie strony
- Czas przejścia od szlaku niebieskiego na Lodową Przełęcz: 4:30 h, ↓ 3:30 h